# Finnische Badmintonmeisterschaft 2006
Die Finnische Badmintonmeisterschaft 2006 fand vom 3. bis zum 5. Februar 2006 in Helsinki statt.

## Finalergebnisse
| Disziplin    | Sieger                         | Finalist                       | Ergebnis          |
| ------------ | ------------------------------ | ------------------------------ | ----------------- |
| Herreneinzel | Ville Lång                     | Markus Rouvinen                | 17-15, 15-6       |
| Dameneinzel  | Anu Nieminen                   | Nina Weckström                 | 11-4, 11-3        |
| Herrendoppel | Tuomas Karhula Antti Viitikko  | Petri Hyyryläinen Mikko Vikman | 5-15, 15-9, 15-11 |
| Damendoppel  | Anu Nieminen Nina Weckström    | Leena Löytömäki Elina Väisänen | 15-5, 15-2        |
| Mixed        | Tuomas Karhula Leena Löytömäki | Iwo Zakowski Noora Virta       | 15-13, 15-10      |